# ماوك ويبر
بارثولوميوس ماوريتس ويبر (بالهولندية: Mauk Weber)‏ (1 مارس 1914 - 14 أبريل 1978) لاعب كرة قدم هولندي راحل كان يجيد اللعب في خط الدفاع.
لعب طوال مسيرته الرياضية في أندية أدو دين هاغ (1930-1934) أغوف أبيلدورن (1935-1937) أدو دين هاغ (1937-1939).
مثل منتخب هولندا في 27 مباراة (1931-1938). شارك مع منتخب هولندا في بطولة كأس العالم 1934 في إيطاليا حيث خرج من الدور الثمن النهائي وفي بطولة كأس العالم 1938 في فرنسا حيث خرج من الدور الثمن النهائي أيضا.

## وصلات خارجية
- ماوك ويبر على موقع الاتحاد الدولي (مؤرشف)  (الإنجليزية)
- ماوك ويبر على موقع قاعدة بيانات كرة القدم.إي يو (الإنجليزية)
- ماوك ويبر على موقع ناشيونال فوتبول تيمز (الإنجليزية)
- ماوك ويبر على موقع Soccerway.com (الإنجليزية)
- ماوك ويبر على موقع عالم كرة القدم.نت (الإنجليزية)

- هذا سيرة ذاتية